# Adeo
Adeo, conocido como Grupo Leroy Merlin antes de 2007, es el tercer grupo mundial del sector la venta de bienes de consumo para el bricolaje y la decoración. Adeo, que forma parte del Grupo Mulliez, es la casa-madre de la firma Leroy Merlin. El grupo explota también firmas de bricolaje de medianas superficies tales como Weldom, Bricocenter, Saint-Maclou, u Obramat, enseña especializada en la venta a los profesionales de la construcción.

## Historia
Al finalizar la Primera Guerra Mundial, Adolphe Leroy padre comienza a comprar y revender excedentes de almacén estadounidenses. En 1923, Adolphe contrae matrimonio con Rosa Merlin y abren en Nœux-las-Minas una tienda bautizada «Au stock américain», donde venden materiales de construcción y casas en kit. En 1947, se abren tres nuevas tiendas en el norte de Francia. En 1960, el grupo se redenomina «Leroy Merlin». Al finalizar los años 1970, ya cuenta con 33 tiendas. En 1979, la familia Mulliez entra en el capital de la firma Leroy Merlin. En 1989, el grupo se implanta en España.
En 1994, el grupo compra Bricoman, en Bélgica, al grupo Louis Delhaize. La firma es después lanzada en Francia en 1999. Sin embargo, el grupo abandona el mercado belga en 2003, y vende las tiendas al grupo neerlandés Vendex KBB.
En 2007, el grupo Mulliez redenomina el grupo Leroy Merlin como Adeo, para evitar la confusión con una sola de sus firmas (Leroy Merlin). En 2003, el grupo compra Aki, cadena de tiendas en España y Portugal, y en 2005, Weldom y Bricocenter. En 2008, compra William Obrist en Polonia por 45 millones de euros. La firma pasa de 3 a 24 tiendas. Ese mismo año, Leroy Merlin compró Castorama Italia (31 tiendas) al grupo británico Kingfisher por un importe de 615 millones de euros, un poco más de lo mencionado en su momento (560 M €) "para tener en cuenta los beneficios generados por la cadena desde esa fecha”. Tras la aprobación de las autoridades de competencia, el grupo Adeo transfiere las 60 tiendas Castorama en Italia a la firma Leroy Merlin para las más grandes y Bricocenter para las más pequeñas. Este proceso finaliza el primer semestre de 2011.
En junio de 2012, el grupo Adeo adquiere el sitio web Delamaison.fr especializado en mobiliario, con 3 millones de visitantes cada mes. En octubre de 2014, el grupo Adeo adquiere Quotatis, un sitio web que facilita la conexión con fabricantes; la plataforma está también presente en Reino Unido y en España. En noviembre de 2015 Adeo anuncia el rescate de Tikamoon, sitio web de venta de mobiliario.
A finales de septiembre de 2020, Adeo vende los inmuebles de 42 tiendas en el marco de un reajuste. Las tiendas implicadas están ubicadas en Francia, España y Portugal y pertenecen a las firmas Leroy Merlin, Bricoman, Tecnomat, Obramax y Obramat. Las tiendas afectadas pasan a ser arrendatarias de los inmuebles que ocupan. La venta de los edificios aporta un total de 500 millones de euros al grupo. Los nuevos propietarios son la sociedad inmobiliaria Batipart (41 %) y la Mutua Covea (39 %). El 20 % restante pertenece a una estructura creada por Adeo para la adquisición.

## Marcas
Adeo agrupa diferentes firmas presentes en 20 países a través de sus 1000 puntos de venta : 
- Leroy Merlin: gran superficie de bricolaje, con tiendas en Francia, España, Portugal, Italia, Polonia, Rusia, Ucrania (a partir de 2010), Brasil, Grecia, Chipre y Rumanía (a partir de 2011).
- Bricoman/Obramat/Tecnomat/Obramax: gran superficie de bricolaje para los particulares y los profesionales, presente en Francia, España, Polonia e Italia;
- Weldom: pequeñas y medianas superficies de proximidad de bricolaje.  Presente en Francia, con una red de establecimientos independientes e integrados;
- Bricocenter: mediana superficie de bricolaje en Italia;
- Kbane : especializado en las soluciones de vivienda sostenible y nuevas energías;

## Implantación
En Francia, Adeo es el primer actor del sector del bricolaje y jardinería con un 44% de cuota de mercado en 2019, por delante del grupo Kingfisher (marcas Castorama y Brico Depôt, 27%), el grupo Mr Bricolage (8%), el grupo Les Mousquetaires (14%), Brico Leclerc (3%), Cofaq (2%) y Entrepôt du Bricolage (2%).